# ترول‌ها با هم متحد می‌شوند
ترول‌ها با هم متحد می‌شوند (به انگلیسی: Trolls Band Together) فیلم پویانمایی رایانه‌ای کمدی موزیکال آمریکایی است که توسط دریم‌ورکس انیمیشن تولید و توسط یونیورسال پیکچرز توزیع شده‌است و بر اساس عروسک‌های ترول‌ها از توماس دام ساخته شده‌است. این فیلم دنباله تور جهانی ترول‌ها (۲۰۲۰) و سومین قسمت از فرنچایز ترول‌ها است. کارگردانی این قسمت بر عهده والت دورن با کارگردانی مشترک تیم هایتز است. آنا کندریک، جاستین تیمبرلیک، زوئی دشانل، کریستوفر مینتس-پلس، آیکونا پاپ، اندرسون پاک، ران فانچز، کینن تامسون، کونال نایر، و دورن صداپیشگی شخصیت‌های خود را از قسمت‌های قبلی تکرار می‌کنند، در حالی که اریک آندره، کید کادی، داوید دیگز، تروی سیوان، کامیلا کبیو، ایمی شومر، اندرو رنلز، روپال، زوسیا مامیت در نقش بازیگران جدید به فیلم اضافه شدند. در این فیلم، پاپی (کندریک) و برانچ (تیمبرلیک) که به‌طور رسمی یک زوج هستند، تلاش می‌کنند تا فلوید (سیوان) را نجات دهند، در حالی که گروه پسران منحل شده، بروزون، از برادران برانچ را دوباره متحد می‌کنند.
ایده‌های یک دنباله پیش از انتشار تور جهانی ترول‌ها در آوریل ۲۰۲۰ آغاز شد که در آن زمان تیمبرلیک در زمان تصاحب اپل میوزیک ابراز علاقه کرد که در آن شرکت کند. دریم ورکس رسماً ساخت دنباله را در نوامبر ۲۰۲۱ تأیید کرد. شخصیت‌های جدید فیلم در مارس ۲۰۲۳ به همراه اعضای جدید بازیگران و عنوان فیلم معرفی شدند. علیرغم اینکه عمدتاً انیمیشن به سبک CGI است، این فیلم شامل چند سکانس انیمیشن دو بعدی با سبک‌هایی است که از زیردریایی زرد (۱۹۶۸) و فانتزیا (۱۹۴۰) الهام گرفته شده‌است. تئودور شاپیرو که پیش از این آهنگسازی تور جهانی ترول‌ها را بر عهده داشت، برای آهنگسازی این فیلم برگشته است.
ترول‌ها با هم متحد می‌شوند در تاریخ ۱۷ نوامبر ۲۰۲۳ در ایالات متحده اکران شد. این فیلم ۲۰۴ میلیون دلار فروش داشته و نقدهای مختلط یا متوسط منتقدان را دریافت کرد.

## صداپیشه‌ها
- آنا کندریک در نقش ملکه پاپی، ملکه ترول‌های پاپ و دوست دختر برانچ
- جاستین تیمبرلیک در نقش برانچ، ترول پاپ و دوست پسر پاپی
- کامیلا کبیو در نقش ویوا، خواهر گمشده پاپی[۵]
- اریک آندره در نقش جان دوری، یکی از برادران برانچ و یکی از اعضای بروزون
- کید کادی در نقش کلی، یکی از برادران برانچ و یکی از اعضای بروزون
- تروی سیوان در نقش فلوید، یکی از برادران برانچ و یکی از اعضای بروزون
- داوید دیگز در نقش اسپراس، یکی از برادران برانچ و یکی از اعضای بروزون
- ایمی شومر در نقش Velvet، یک شرور ستاره پاپ
- اندرو رنلز در نقش ونیر، یک تبهکار ستاره پاپ
- زوسیا مامیت در نقش کرامپ
- روپال در نقش خانم ماکسین
- زویی دشانل در نقش بریجت، خدمتکار سابق
- کریستوفر مینتس-پلس در نقش گریستل جونیور، پادشاه برگن‌ها و نامزد بریجت
- آیکونا پاپ در نقش ساتین و چنیل، ترول‌های پاپ دوقلو که با موهایشان به هم متصل شده‌اند
- اندرسون پاک در نقش پرنس دی، یکی از شاهزادگان ترول‌های فانک و برادر دوقلوی کوپر
- ران فانچز در نقش کوپر، یکی از شاهزادگان ترول‌های فانک
- کینن تامسون در نقش تینی دایموند، یک بچه هیپ هاپ ترول و پسر رپر گای دایموند
- کونال نایر در نقش گای دایموند، یک ترول پاپ برهنه و پدر مجرد تینی دایموند
- والت دورن در نقش کلاود گای، یک ابر انسان‌نما

## انتشار

### سینما
ترول‌ها با هم متحد می‌شوند در ۱۷ نوامبر ۲۰۲۳ در ایالات متحده اکران شد. برخلاف تور جهانی ترول‌ها (۲۰۲۰) که به‌دلیل دنیاگیری کووید-۱۹ به‌طور همزمان به‌صورت ویدئو به‌درخواست علاوه بر تعداد محدودی سینما منتشر شده بود، این فیلم به‌طور انحصاری در سینماها اکران شد.

### رسانه خانگی
به عنوان بخشی از قرارداد ۱۸ ماهه آن‌ها با نتفلیکس، این فیلم برای چهار ماه اول پنجره تلویزیونی پولی از شبکه پیکاک پخش خواهد شد، سپس برای ۱۰ ماه بعد به نتفلیکس منتقل می‌شود و سپس برای چهار ماه باقی مانده به پیکاک بازمی‌گردد.

## بازخورد
در وبگاه جمع‌آوری نقد راتن تومیتوز، ٪۶۱ از ۶۹ بررسی منتقدان مثبت است و میانگینِ امتیاز آن ۵٫۸/۱۰ است. اجماع این وبگاه چنین می‌نویسد: «ترول‌ها با هم متحد می‌شوند یک گردش سرگرم‌کننده و چشم‌نواز دیگر را ارائه می‌دهد که طرفداران جوان‌تر این سری را سرگرم می‌کند و در عین حال برای والدین کاملاً بدون درد باقی می‌ماند.» این فیلم در متاکریتیک که از میانگین وزنی استفاده می‌کند، بر اساس نظر ۱۳ منتقدین امتیاز ۵۳ از ۱۰۰ را کسب کرده که نشان‌گر «نقدهای مختلط یا متوسط» است. تماشاگران سینماسکور به فیلم نمره متوسط «A» در مقیاس A+ تا F، مانند فیلم اول، داده‌است، در حالی که نظرسنجی‌کنندگان پست‌ترک به آن نمره کلی ۸۵ درصد مثبت داده‌اند و ۶۷ درصد گفته‌اند که قطعاً این فیلم را توصیه می‌کنند.

## آینده
در ۹ آوریل ۲۰۲۰، جاستین تیمبرلیک در طول تصاحب اپل موزیک، علاقه خود را برای شرکت در فیلم‌های آینده ترول‌ها ابراز کرد: «امیدوارم ما هفت فیلم ترول‌ها بسازیم، زیرا واقعاً مثل هدیه‌ای است که ادامه داده می‌شود.»